# Heffners sågverk

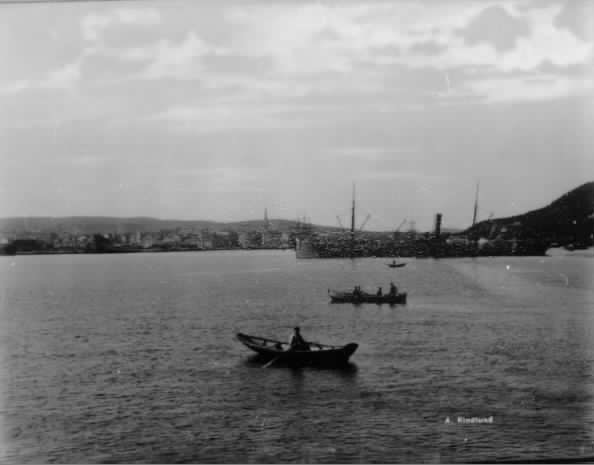
Heffners sågverk 1895

Heffners sågverk var ett sågverk utanför Sundsvall 1868–1933.
Heffners sågverk går tillbaka till den verksamhet som Per Fredrik Heffner (1789-1873) grundade på 1820-talet. I bolaget Heffner & Co samlades skog, sågar och handel. Bankmannen och riksdagsledamoten Magnus Arhusiander var bokhållare från 1851 i firman och blev delägare i företaget 1868. 1868 byggde Heffner en stor ångsåg och 1887 ombildades verksamheten till Heffners AB. Verksamheten växte och blev en betydande näring i Sundsvall och samhället Skönsberg bildades. Vid sågen byggdes kontor, bostäder samt en herrgård upp. 1896 köptes verksamheten Wifstavarfs AB. Den lades ned 1933.
Den 26 maj 1879 inleddes Sundsvallsstrejken vid Heffners sågverk och spred sig snabbt. En växande marsch av arbetare gick från sågverk till sågverk i Sundsvallsregionen, och som mest deltog 5 000 arbetare i strejken. Alla Sundsvallsregionens sågverk utom ett drogs med i strejken. 